# Walsrode
Walsrode er en bykommune i Landkreis Heidekreis i den centrale del af den tyske delstat Niedersachsen. Byen og kommunen har et areal på 270,68 km², og et indbyggertal på godt 23.350 mennesker (2013).

## Geografi
Walsrode ligger ved floden Böhme i den sydlige del af Lüneburger Heide. Bykommunen hører til de arealmæssigt største i Tyskland.

### Inddeling
Ud over hovedbyen Walsrode ligger i kommunen 23 landsbyer, her nævnt i alfabetisk rækkefølge
| - Altenboitzen - Benzen - Bockhorn - Düshorn - Ebbingen - Fulde - Groß Eilstorf - Hamwiede | - Hollige - Honerdingen - Hünzingen - Idsingen - Kirchboitzen - Klein Eilstorf - Krelingen - Nordkampen | - Schneeheide - Sieverdingen - Stellichte - Südkampen - Vethem - Westenholz |

### Nabokommuner
Walsrode grænser til (med uret fra nord) Visselhövede (Landkreis Rotenburg (Wümme)), Bomlitz, Bad Fallingbostel, det kommunefrie område Osterheide, Samtgemeinden Schwarmstedt, Ahlden og Rethem/Aller og kommunen Kirchlinteln (Landkreis Verden).

### Trafik
Walsrode ligger ved motorvejene A 7 og A 27, der her danner Walsroder Dreieck.
Walsrode ligger ved jernbanen Heidebahn. Den planlagte højhastighedsjernbane Hamburg/Bremen–Hannover („Y-Trasse“) skal føre forbi Walsrode , og by og landkreis forsøger at få station på linjen.